# Białobrzegi (Basses-Carpates)
Pour les articles homonymes, voir Białobrzegi (homonymie).
Białobrzegi est une localité polonaise, siège de la gmina de Białobrzegi, située dans le powiat de Łańcut en voïvodie des Basses-Carpates.